# Sors-rejtekajtó
A Sors-rejtekajtó (alternatív cím: A sors kapuja), Agatha Christie detektívregénye, melyet az Egyesült Királyságban először a Collins Crime Club jelentetett meg 1973. októberében. Az Egyesült Államokban ugyanebben az évben a Dodd, Mead and Company hozta forgalomba. Magyarországon először 1993-ban jelent meg a Hunga-Print Nyomda és Kiadónál, Vándor Judit fordításában. Az Európa Könyvkiadó 2015-ben adta ki az új fordítást, amely Barna Miklós munkája.
A Tommy és Tuppence Beresford detektívpáros ebben a könyvben szerepel utoljára. Ez volt Christie utolsó regénye, de nem ezt adták ki utolsónak.

## A regény címének magyarázata
A cím a James Elroy Flecker Gates of Damascus című verséből származik. Christie ugyanerre a versre utal az 1934-ben megírt Parker Pyne nyomoz című regénye Bagdad kapuja című részében is.

## Összefoglaló
A hetvenes éveikben járó Tommy és Tuppence egy csendes angol faluba megy, ahol békében szeretnék eltölteni idejüket. Azonban ahogy ezt gyorsan fel is fedezik, összevissza épült régi házuk meglepetéseket tartogat. Ki az a Mary Jordan? És miért hagyott valaki kódolt üzenetet egy könyvben a nem természetes úton bekövetkezett haláláról? S mindezen felül találékonyságra és éleslátásra van szükségük, miközben egyre mélyebbre ásnak a régi misztikumokba és új veszedelmekbe bonyolódnak.

## Irodalmi jelentősége és fogadtatása
Maurice Richardson a The Observer 1974. november 11-i számában pozitív kritikát írt a könyvről: "A most hetvenes éveikben járó Beresfordék, az író amatőr detektívpárosa, akiket többen túl élénknek tartunk, proust-i bonyodalmakkal találkozik. Egy Edward korabeli gyermekkönyvben elrejtett kódüzenet visszavezeti őket egy nevelőnő megöléséhez, aki részese volt az 1914 előtti német kémügynek. A múlt és a jelen hatásosan összekötve halad. A politikai naivitás ellenére ez eredeti, remekbe szabott ötlet, innen indul el Hannibál, a manchesteri terrier."
Robert Barnard: "Christie utolsó könyve. Legjobb könnyedén elfelejteni."
A sors kapuját többen kritizálták, hogy nem olyan jó, mint Agatha Christie legtöbb regénye. A The Cambridge Guide to Women's Writing in English szerint ez a regény a pocsék utolsó regények egyike, ahol az író már teljesen elvesztette varázsát.

## Magyarul
- A sors kapuja; ford. Vándor Judit; Hunga-print, Bp., 1993 (Hunga könyvek)
- Sors-rejtekajtó; ford. Barna Miklós; Európa, Bp., 2015 (Európa krimi)